# Dacit
Dacit je výlevná vulkanická hornina obsahující v podstatném množství křemen. Zhruba 65 % hmotnosti tvoří oxid křemičitý. Dacit mívá různou barvu. Nejčastěji je šedavý a šedozelený. Má porfyrickou stavbu s makroskopicky celistvou, sklovitou nebo jemnozrnnou základní hmotou.
Dacity jsou velmi podobné ryolitům. Na rozdíl od nich však prakticky neobsahují draselný živec, ale pouze plagioklas.
Erupce dacitových sopek (Mount St. Helens), bývají často explozivní, což je důsledkem vysoké viskozity magmatu.

## Jméno
Dacit dostal jméno podle římské provincie Dácie, která se nachází na území dnešního Rumunska.

## Složení
Dacit obsahuje porfyrické vyrostlice křemene, plagioklasu a někdy také biotitu nebo amfibolu. Stejné minerály se vyskytují v jemnozrnné až celistvé základní hmotě.

## Využití
Dacit je využíván jako kamenivo. V historii se některé zajímavě zbarvené druhy dacitu používaly jako ozdobné kameny.